# المنيع (رواية)
المنيع (بالإنجليزية: The Untouchable)‏ هي رواية للكاتب الأيرلندي جون بانفيل، نشرت عام 1997، عن دار نشر بيكادور.